# Crumb Duck
Crumb Duck est le premier maxi collaboratif entre les groupes anglais Stereolab et Nurse With Wound, d'abord sorti en disque vinyle de dix pouces en 1993 sur le label Clawfist. Ce maxi a été ressorti en 1996 par le label Untited Dairies en disque vinyle jaune de douze pouces, avec une édition très limitée de cinquante exemplaires en vinyle rose.
Les deux chansons auxquelles Sterolab a participé, (Exploding Head Movie et Animal or Vegetable (A Wonderful Wooden Reason)) sont essentiellement des recompositions de la chanson Jenny Ondioline sortie sur l'album Transient Random-Noise Bursts With Announcements. Ces deux titres ont été repris sur la compilation Refried Ectoplasm : Switched On, Vol. 2 en 1995.
De son côté, Nurse With Wound a sorti un Crumb Duck CD, en ajoutant deux pistes provenant d'un single qui avait été antérieurement édité par Clawfist. Nurse With Wound a également inclut Animal Or Vegetable dans la compilation The Swinging Reflective.
Stereolab et Nurse With Wound ont collaboré de nouveau sur le maxi Simple Headphone Mind en  1997.

## Liste des titres

### Édition originale de Clawfist
1. Animal or Vegetable (A Wonderful Wooden Reason) – 13:34
2. Exploding Head Movie – 4:48

### Réédition de United Dairies
1. Steel Dream March of the Metal Men – 5:39
2. The Dadda's Intoxication – 6:25
3. Exploding Head Movie – 4:48
4. Animal or Vegetable (A Wonderful Wooden Reason) – 13:34
5. A New Dress (remix) – 9:43